# Rio Rance
Rance é um rio da Bretanha, no noroeste da França. Nasce nos "monts du Méné" em Collinée, no departamento de Côtes-d'Armor, e desagua no canal da Mancha entre Dinard e Saint-Malo, no departamento de Ille-et-Vilaine.
Ao longo do seu percurso passa pelos seguintes departamentos e comunas:
- Côtes-d'Armor (22) : Collinée, Caulnes, Evran, Léhon, Dinan, Taden, La Vicomté-sur-Rance e Plouër-sur-Rance.
- Ille-et-Vilaine (35) : Saint-Suliac, Saint-Jouan-des-Guérets, La Richardais, Dinard e Saint-Malo.